# アルハンゲリスク州

アルハンゲリスク州
ロシア語: Архангельская область

アルハンゲリスク州（アルハンゲリスクしゅう、Архангельская область）はロシア連邦北西部の北西連邦管区に属する州（オーブラスチ）。州都はアルハンゲリスク。ネネツ自治管区、ならびにノヴァヤゼムリャとゼムリャフランツァヨシファを含む。

## 地理
東ヨーロッパ平原の北部に位置する。白海、バレンツ海、カラ海に面する。東にコミ共和国、西にカレリア共和国と隣り合う。主要な河川は北ドヴィナ川。
ノヴァヤゼムリャとゼムリャ・フランツァヨシファを除く、アルハンゲリスク州の大部分はタイガで覆われている。もっとも広く分布しているのはトウヒやマツで、東部にのみモミ、カラマツが見られる。気候は大陸性で、北東部には亜寒帯気候が見られる。

## 歴史
フィン・ウゴル系の民族が暮らしていたこの地域にロシア人（ポモール）が定住を始めたのは11世紀、12世紀ごろ。ポモールたちはホルモゴルイから東へ探索を始め、シベリア北部へ向かう北極海航路を発見。16世紀初頭、マンガゼヤに港を開いた。
1584年、イヴァン4世（雷帝）によって、ロシアで最初の海港都市アルハンゲリスクが建設されると、ここを拠点としてシベリアのマンガゼヤからの北極海航路とスカンジナビア半島北岸を経由した北東航路を繋いでイギリス（モスクワ会社）やオランダとの貿易で大いに栄えた。アルハンゲリスク州は発展した。この時期の主要産品は毛皮である。
1703年、サンクトペテルブルクが開かれると、イギリスやオランダにとってのアルハンゲリスクの重要性は低下。特に1750年頃から第一次世界大戦とロシア革命が起こった1920年まではノルウェー北部とのポモール貿易と呼ばれる海上貿易が盛んに行われるようになった。ノルウェーで捕れる魚とロシアの穀物を取引し、どちらの社会においても重要度が高かった。第一次世界大戦の「北ロシア出兵（North Russia Campaign, en）」では、ウィンストン・チャーチル率いるイギリス軍とアメリカの北ロシア遠征軍(en, en)に一時占領されたことをきっかけに、ポモール貿易は終焉を迎えた。
革命以後、ソ連は民間貿易を禁止。アルハンゲリスクは閉鎖都市となった。
ロシア革命以前はアルハンゲリスク県であった。1937年9月23日よりアルハンゲリスク州。
1930年代、スターリンによって、200万人におよぶウクライナの自営農家が反革命的であるとして、この地域に強制的に移住させられた。
ソロヴェツキー諸島のソロヴェツキー修道院は、スターリン時代に強制収容所とされ、後のグラグのモデルとなったことがある。収容所での労働や拷問を、アレクサンドル・ソルジェニーツィンが小説『収容所群島』に描き、1970年にノーベル文学賞を受賞した。

### 軍事
第二次世界大戦後、ソ連はこの広大な森林とツンドラの地域を核実験の場所として使用した。アルハンゲリスクの外港であるセヴェロドヴィンスクは原子力潜水艦製造計画の中心地である。
また、セヴェロドヴィンスクから西へ30kmほどにある閉鎖都市ニョノクサには、ロシア海軍のミサイル実験施設である海軍第45国立中央海洋試験場が存在する。この施設では2019年8月8日に爆発事故が発生し、多数の死者が出たほか、市内で一時的に放射線量の増加が観測された。

## 産業・資源
漁業、林業、木材加工、製紙業、自動車製造などが盛ん。兵器工場もある。
原油、天然ガス、ダイヤモンド、泥炭を産する。南部には大規模な岩塩層が見られる。
州都アルハンゲリスクの南にプレセツク宇宙基地 (Plesetsk Cosmodrome) がある。

## 主な都市
- アルハンゲリスク - 州都
- セヴェロドヴィンスク
- コトラス
- コリャジュマ
- ノヴォドヴィンスク
- ニャンドマ
- オネガ
- カルゴポリ

## 標準時
アルハンゲリスク州は、モスクワ時間帯の標準時を使用している。時差はUTC+3時間で、夏時間はない。（2011年3月までは標準時がUTC+3、夏時間がUTC+4、同年3月から2014年10月までは通年UTC+4であった）